# ZB30輕機槍
ZB-30、ZB-30J是捷克斯洛伐克在第二次世界大戰中被廣泛使用的輕機槍。是著名的ZB26式輕機槍後期版本。

## 歷史
ZB30是著名的捷克式ZB-26機槍的後期版本。ZB30有一些設計差異，使它類似於後來的ZGB-33，即布倫輕機槍早期原型。1938年納粹德國吞併捷克後，採用了捷克式ZB-30機槍，將其重新命名為MG30，與MG34一樣用作輕機槍使用。第二次世界大戰初期，由于並未得到德意志國防軍的装备供應，纳粹德国党卫军曾大量装备ZB30轻机枪。
同ZB26的指标对比：
| 機槍             | ZB vz.26 | ZB vz.30 | ZB vz.30J |
| ---------------- | -------- | -------- | --------- |
| 口徑 (mm)        | 7.92     | 7.92     | 7.92      |
| 長度 (mm)        | 1165     | 1180     | 1204      |
| 重量 (kg)        | 8.84     | 9.10     | 9.58      |
| 彈匣量 (發)      | 20       | 20       | 20        |
| 射速 (發/分鐘)   | 500      | 550-650  | 500-600   |
| 槍口初速 (米/秒) | 750      | 750      | 750       |

## 使用方

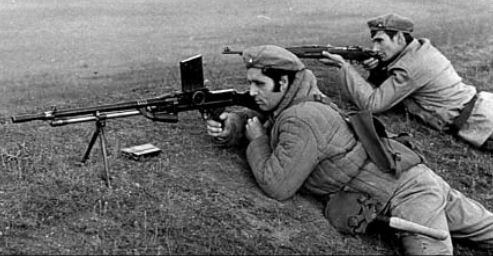
羅馬尼亞愛國衛隊使用ZB30輕機槍

- 阿富汗[1]
- 阿尔及利亚: 裝備民族解放軍。[6]
- 比亚法拉共和国[7]
- 玻利维亚[2]
- 捷克斯洛伐克[8]
- 中华民国: 许可进口和生产。[9]
- 衣索比亞:埃塞俄比亞帝國衛隊裝備400挺ZB30。[3]
- 納粹德國
- 伊朗[10]: 经许可生产，修改为30發彈匣。[11]
- 日本: 使用繳獲中國的。[12]
- 罗马尼亚王国:根据许可生产。[1][13]
- 西班牙: 订购了2万支枪[1] 但实际只交付了几百支。仿製品爲FAO機槍。[14]
- 土耳其: 根据许可生产。[1]
- 越南: 由民族主義者和共產主義者組成的越南獨立同盟會使用。[15]
- 南斯拉夫王國: 型號是根據ZB30J許可生產的,M37式7.9mm輕機槍。[16][17]